# Blue Origin NS-22
Blue Origin NS-22 var en bemannad flygning av Blue Origins New Shepard. Farkosten sköt upp på en kastbanefärd från Corn Ranch i Texas, den 4 augusti 2022.

## Besättning
| Turist | Coby Cotton     |
| Turist | Mário Ferreira  |
| Turist | Vanessa O'Brien |
| Turist | Clint Kelly III |
| Turist | Sara Sabry      |
| Turist | Steve Young     |